# Lucas Coelho
Lucas Heinzen Coelho (* 20. Juli 1994 in Lages) ist ein brasilianischer Fußballspieler.

## Karriere
Coelho begann seine Karriere bei Grêmio Porto Alegre. Im Januar 2013 debütierte er gegen CE Bento Gonçalves für die erste Mannschaft von Grêmio in der Staatsmeisterschaft von Rio Grande do Sul. Sein Debüt in der Série A gab er im Juni 2013, als er am zweiten Spieltag der Saison 2013 gegen Atlético Mineiro in der 78. Minute für Hernán Barcos eingewechselt wurde. Bis Saisonende kam er zu sechs Einsätzen für Grêmio in der höchsten brasilianischen Spielklasse.
Im April 2014 erzielte er bei einem 2:1-Sieg gegen Atlético Mineiro sein erstes Tor in der Série A. In der Saison 2014 kam er auf 18 Einsätze, in denen er zwei Tore erzielte. Zur Saison 2015 wurde er an den Ligakonkurrenten Goiás EC verliehen. Für Goiás kam er zu neun Ligaeinsätzen, in denen er ohne Torerfolg blieb. In der Saison 2016 spielte er leihweise beim Zweitligisten Avaí FC. Für Avaí absolvierte er 20 Spiele in der Série B, in denen er fünf Tore erzielte. Nach dem Ende der Leihe kehrte er zur Saison 2017 zunächst zu Grêmio zurück, wo er jedoch zu keinem Ligaeinsatz kam.
Daraufhin wurde er im Juli 2017 wurde er an den Zweitligisten ABC Natal verliehen. Für ABC kam er in der Saison 2017 zu 16 Einsätzen in der Série B, in denen er zwei Tore erzielte. Zu Saisonende musste er mit dem Verein als Vorletzter aus der zweithöchsten Spielklasse absteigen. Zur Saison 2018 wurde er ein viertes Mal verliehen, diesmal an den Zweitligisten Criciúma EC. Für Criciúma kam er zu fünf Zweitligaeinsätzen, in denen er kein Tor erzielte. Nach dem Ende der Leihe kehrte er nicht mehr zu Grêmio zurück.